# اللغة البوكومية
البوكوموية هي لغة البانتو التي يتحدث بها في المقام الأول السكان على طول ساحل شرق أفريقيا بالقرب من نهر تانا في منطقة نهر تانا [الإنجليزية]، وتحديدًا شعب البوكومو في كينيا . نشأت اللغة من لغة "كينجوزي"، والتي بنيت منها اللغة السواحيلية. البوكومو هم القبيلة الوحيدة في العالم التي تتحدث لغة "كينجوزي" ويشار إليهم أحيانًا باسم وانجوزي لأنهم اعتادوا ارتداء الجلود (نجوزي). جميع المتحدثين البالغين باللغة البوكومو يتحدثون اللغة السواحيلية، وهي جزء من اللغة المشتركة في شرق أفريقيا.
هناك تشابه معجمي كبير بين اللغات الأخرى مثل مفيتا [الإنجليزية] (63٪)، آمو (61٪)، مريما (60٪)، جيريميا [الإنجليزية] (59٪)، تشيديلغو [الإنجليزية] (58٪) أو باجون (57٪).